# Mel Stride
Melvyn John Stride, dit Mel Stride, né le 30 septembre 1961 à Ealing (Grand Londres), est un homme politique britannique.
Membre du Parti conservateur, il est notamment leader de la Chambre des communes et lord président du Conseil du 23 mai au 24 juillet 2019 dans le second gouvernement de Theresa May. Il est ministre du Travail et des Pensions de 2022 à 2024.
Il siège à la Chambre des communes du Royaume-Uni pour Central Devon depuis le 6 mai 2010.

## Jeunesse et études
Mel Stride naît à Ealing, dans l'ouest de Londres. Il a fait ses études à la Portsmouth Grammar School, puis à St Edmund Hall, où il est élu président de l'Oxford Union. Avec sa femme Michelle Stride, il monte une entreprise spécialisée dans le commerce, Venture Marketing Group.

## Carrière politique

### Chambre des communes du Royaume-Uni
Il est choisi comme candidat conservateur pour Central Devon en 2006 après que son nom soit ajouté à la Conservative A-List, une liste de potentiels candidats pour des sièges parlementaires, demandée par David Cameron, alors chef de l'opposition officielle,. Il est élu député de la circonscription de Central Devon aux élections générales de 2010. Il est réélu en 2015 et 2017.

### Carrière ministérielle
Nommé lord commissaire du Trésor par Cameron en 2015, il n'est pas reconduit lors de l'entrée en fonction de Theresa May en tant que Première ministre l'année suivante, du fait de sa nomination à la fonction de Comptroller of the Household. Pendant la campagne du référendum sur l'appartenance du Royaume-Uni à l'Union européenne, il est partisan de maintien.
En 2017, dans le second gouvernement de Theresa May, il change de poste pour devenir secrétaire financier du Trésor, avec également le titre de Paymaster General. À la suite de la démission d'Andrea Leadsom pour cause d'opposition à la stratégie du Brexit de May en 2019, il est nommé leader de la Chambre des communes et lord président du Conseil par cette dernière. Jacob Rees-Mogg, soutien du retrait du Royaume-Uni de l'Union européenne lors du référendum de 2016, le remplace lors de l'entrée en fonction du gouvernement de Boris Johnson, moins de trois mois plus tard. Il est ministre du Travail et des Pensions dans le gouvernement Sunak du 25 octobre 2022 au 5 juillet 2024.

### Dans l'opposition
Le 4 juillet 2024, malgré la lourde défaite du Parti conservateur lors des élections législatives, il est réélu député avec 31,5% des suffrages et 61 voix d'avance sur son adversaire travailliste. Il est alors nommé Secrétaire d'État au Travail et aux Retraites du cabinet fantôme.
Le 26 juillet 2024, il annonce sa candidature à l'élection au poste de leader conservateur pour remplacer Rishi Sunak. Il est toutefois éliminé dès le deuxième tour de scrutin. Le 4 novembre 2024, il devient Chancelier de l'Échiquier du cabinet fantôme après sa nomination par Kemi Badenoch, la nouvelle cheffe du Parti Conservateur.